# تپه آغا علی
تپه آغا علی مربوط به دوره اشکانیان - دوره ساسانیان است و در شهرستان گرمی، بخش موران، دهستان آزادلو، روستای درمانلی واقع شده و این اثر در تاریخ ۲۷ اسفند ۱۳۸۶ با شمارهٔ ثبت ۲۲۶۲۲ به‌عنوان یکی از آثار ملی ایران به ثبت رسیده است.